# Мааньшань
Мааньшань (спрощ.: 马鞍山; піньїнь: Mǎ'ānshān) — міський округ у китайській провінції Аньхой.

## Адміністративний поділ
Міський округ поділяється на 3 райони і 3 повіти:
| Карта                                  | Карта    | Карта    |
| -------------------------------------- | -------- | -------- |
| Хуашань Юйшань Бован Данту Хе Ханьшань |          |          |
| Статус                                 | Назва    | Оригінал |
| Район                                  | Хуашань  | 花山区   |
| Район                                  | Юйшань   | 雨山区   |
| Район                                  | Бован    | 博望区   |
| Повіт                                  | Данту    | 当涂县   |
| Повіт                                  | Хе       | 和县     |
| Повіт                                  | Ханьшань | 含山县   |